# Болетовые
Боле́товые (лат. Boletaceae) — семейство грибов, характеризующееся, прежде всего, трубчатым гименофором.
В настоящее время включает шесть подсемейств: австроболетовые (Austroboletoideae), болетовые (Boletoideae), хальципоровые (Chalciporoideae), обабковые (Leccinoideae), моховиковые (Xerocomoideae) и зангиевые (Zangioideae). К подсемейству болетовых относят шесть родов: болет (Boletus), афроболет (Afroboletus), порфировик (Porphyrellus), шишкогриб (Strobilomyces), тилопилус (Tylopilus), ксерокомеллус (Xerocomellus), ксантокониум (Xanthoconium), индопорус (Indoporus), тенгиоболет (Tengioboletus).

## Описание
Плодовые тела от средних до крупных размеров, шляпконожечные.
Шляпка обычно выпуклая, от полушаровидной до подушковидной, может раскрываться до плоской. Кожица чаще всего окрашена в различные оттенки коричневого цвета, слизистая (у многих видов только в сырую погоду), иногда легко отделяется от мякоти (у маслят).
Мякоть мясистая, белая или светлоокрашенная, у многих видов меняет цвет на разрезе на красный или синий. У некоторых видов имеет горький или острый вкус (жёлчный гриб, перечный гриб).
Ножка крепкая, часто бывает утолщённая, очень массивная. Поверхность её гладкая или сетчатая, может быть покрыта мелкими чешуйками (род обабок).
Гименофор трубчатый, у молодых плодовых тел бывает белый, светло-жёлтый или розоватый, при созревании обычно приобретает более интенсивную окраску. Обычно свободный или узкоприросший, у отдельных видов слабо низбегающий.
Общее покрывало отсутствует, может быть хорошо заметное плёнчатое частное покрывало (многие виды маслят), остающееся на ножке в виде кольца.
Споры эллиптические, гладкие, окрашены чаще всего от жёлтого до тёмно-коричневого цвета.

## Экологияи распространение
Большинство — микоризообразующие грибы, связанные с различными видами деревьев, характерны для лесистых местностей.

## Практическое значение
Большинство болетовых съедобны, многие высоко ценятся и являются излюбленными объектами грибной охоты. Особенно болетовые подходят для сбора неопытным грибникам, поскольку легко отличаются от агариковых и их трудно перепутать с такими ядовитыми грибами как мухоморы, ядовитые рядовки и энтоломы. В некоторых странах заготавливаются для пищевой промышленности.
Некоторые виды боровика условно-съедобны, в сыром виде вызывают отравления различной степени тяжести, особенно опасны последствия отравления сатанинским грибом. Этот гриб традиционно считается сильно ядовитым, хотя в последнее время появились сведения о безопасности его употребления после тщательного приготовления. Также спорна съедобность некоторых редко встречающихся и малоизученных грибов (боровик розовокожий, ложный сатанинский гриб, боровик ле Галь).
Как и все микоризные грибы, болетовые не поддаются культивированию..